# Montagnes de la Sparouine
Montagnes de la Sparouine är en bergskedja i Franska Guyana (Frankrike). Den ligger i den nordvästra delen av landet, 200 km väster om huvudstaden Cayenne.